# Porto do Mingato
O Porto do Mingato é uma instalação portuária portuguesa, localizada no lugar Monte, freguesia da Candalária, no concelho da Madalena do Pico, ilha do Pico, arquipélago dos Açores.
Esta instalação portuária é principalmente usada para fins piscatórios e de recreio.